# Aqua Wing Arena
Aqua Wing Arena je bila hokejska dvorana v Naganu na Japonskem. Zgrajena je bila leta 1997 in lahko sprejme 5.000 gledalcev. Kasneje je bila spremenjena v plavalni center  Arhivirano 2005-12-01 na Wayback Machine..
Na zimskih olimpijskih igrah v Naganu je gostila tekmovanja v hokeju na ledu.